# Sarah Jessica Parker
Sarah Jessica Parker (n. 25 martie 1965) este o actriță, cântăreață, fotomodel și producătoare de film americană.
Ea este cunoscută mai ales pentru rolul lui Carrie Bradshaw în serialul de pe HBO Sex and the City (1998–2004), rol pentru care ea a primit 4 premii Globul de Aur, 3 Screen Actors Guild Award, și două premii Emmy. Ea a jucat același rol în filmul artistic din 2008 Sex and the City: The Movie, și în sequelul său, Sex and the City 2, lansat pe 26 mai 2010. 

## Filmografie

### Film
| An   | Film                                 | Rol                            | Note                                                                                |
| ---- | ------------------------------------ | ------------------------------ | ----------------------------------------------------------------------------------- |
| 1974 | The Little Match Girl                | The Little Match Girl          | Creditată ca Sarah Parker                                                           |
| 1982 | My Body, My Child                    | Katy                           | Film TV                                                                             |
| 1983 | Somewhere Tomorrow                   | Lori Anderson                  |                                                                                     |
| 1984 | Footloose                            | Rusty                          |                                                                                     |
| 1984 | Firstborn                            | Lisa                           |                                                                                     |
| 1985 | Girls Just Want to Have Fun          | Janey Glenn                    |                                                                                     |
| 1986 | Flight of the Navigator              | Carolyn McAdams                |                                                                                     |
| 1989 | The Ryan White Story                 | Laura                          | Film TV                                                                             |
| 1991 | L.A. Story                           | SanDeE*                        |                                                                                     |
| 1992 | In the Best Interest of the Children | Callie Cain                    |                                                                                     |
| 1992 | Honeymoon in Vegas                   | Betsy/Donna                    |                                                                                     |
| 1993 | Striking Distance                    | Jo Christman/Det. Emily Harper |                                                                                     |
| 1993 | Hocus Pocus                          | Sarah Sanderson                |                                                                                     |
| 1994 | Ed Wood                              | Dolores Fuller                 |                                                                                     |
| 1995 | Miami Rhapsody                       | Gwyn Marcus                    |                                                                                     |
| 1996 | Mars Attacks!                        | Nathalie Lake                  |                                                                                     |
| 1996 | If Lucy Fell                         | Lucy Ackerman                  |                                                                                     |
| 1996 | The First Wives Club                 | Shelly Stewart                 |                                                                                     |
| 1996 | Extreme Measures                     | Jodie Trammel                  |                                                                                     |
| 1997 | 'Til There Was You                   | Francesca Lanfield             |                                                                                     |
| 1999 | Dudley Do-Right                      | Nell Fenwick                   |                                                                                     |
| 2000 | State and Main                       | Claire Wellesley               |                                                                                     |
| 2001 | Life Without Dick                    | Colleen Gibson                 | Direct-to-video                                                                     |
| 2005 | The Family Stone                     | Meredith Morton                | Nominalizare–Golden Globe Award for Best Actress – Motion Picture Musical or Comedy |
| 2006 | Strangers with Candy                 | Peggy Callas                   |                                                                                     |
| 2006 | Failure to Launch                    | Paula                          |                                                                                     |
| 2007 | Spinning Into Butter                 | Sarah Daniels                  |                                                                                     |
| 2008 | Smart People                         | Janet Hartigan                 |                                                                                     |
| 2008 | Sex and the City                     | Carrie Bradshaw                |                                                                                     |
| 2009 | Did You Hear About the Morgans?      | Meryl Morgan                   | Nominalizare — Golden Raspberry Award for Worst Actress                             |
| 2010 | Sex and the City 2                   | Carrie Bradshaw                | Golden Raspberry Award for Worst Actress (shared with Sex and the City cast)        |
| 2011 | New Year's Eve                       | Kate                           |                                                                                     |
| 2011 | I Don't Know How She Does It         | Kate Reddy                     |                                                                                     |
| 2013 | Escape from Planet Earth             | Kira                           | Post-production                                                                     |

### Televiziune
| An        | Titlu                      | Rol                                | Note |
| --------- | -------------------------- | ---------------------------------- | --- |
| 1982–83   | Square Pegs                | Patty Greene                       | Sezonul 1 |
| 1987–88   | A Year in the Life         | Kay Erickson                       | A miniseries in 1986 aired for one season |
| 1990–91   | Equal Justice              | Jo Ann Harris                      | Two seasons |
| 1999      | Space Ghost Coast to Coast | Herself                            | TV series; one episode |
| 1998–2004 | Sex and the City           | Carrie Bradshaw                    | Lead role Primetime Emmy Award for Outstanding Lead Actress in a Comedy Series (2004) Golden Globe Award for Best Actress – Television Series Musical or Comedy (2000–02, 2004) Screen Actors Guild Award for Outstanding Performance by an Ensemble in a Comedy Series (2002, 2004) Screen Actors Guild Award for Outstanding Performance by a Female Actor in a Comedy Series (2001) Nominalizare — Primetime Emmy Award for Outstanding Lead Actress in a Comedy Series (1999–2003) Nominalizare — Golden Globe Award for Best Actress – Television Series Musical or Comedy (1999, 2003, 2005) Nominalizare — Screen Actors Guild Award for Outstanding Performance by an Ensemble in a Comedy Series (2001, 2003, 2005) Nominalizare — Screen Actors Guild Award for Outstanding Performance by a Female Actor in a Comedy Series (2000, 2002, 2005) |
| 2010      | Who Do You Think You Are?  | Herself, as the featured celebrity | First episode of the first season of this genealogy series |
| 2012      | Glee                       | TBA                                | Season 4 |

### Producătoare
| An      | Titlu                   | Rol           | Note        |
| ------- | ----------------------- | ------------- | ----------- |
| 2002–04 | Sex and the City        | Producător    | 28 episoade |
| 2008    | Sex and the City (film) | Co-producător |             |
| 2010    | Sex and the City 2      | Producător    |             |